# Chekfa
Chekfa est une commune située dans la wilaya de Jijel en Algérie.

## Géographie

### Situation
Le territoire de la commune de Chekfa se situe au nord de la wilaya de Jijel, à environ 25 km à l'est de la ville de Jijel.
| Taher  | Mer Méditerranée | El Kennar Nouchfi |
| Taher  | Chekfa           | Bordj Tahar       |
| Chahna | Bordj Tahar      | Bordj Tahar       |

### Relief
La commune est bordée par les montagnes au sud et par la plaine côtière jijelienne au nord.

### Localités de la commune
La commune de Chekfa est composée de trente localités :
- Amazit
- Azroud
- Ben Amarouche
- Berkas
- Bouâsfour
- Boudekak
- Boumlih
- Bounaâïm
- Boutaleb
- Briri
- Chekfa
- Chekrid
- Djimar
- Dridera
- El H'Mimra
- El Merbaâ
- Enbaa
- Gheballa
- Hidous
- Izdayere
- Jidoune
- Jnah
- K'Siba
- Laadjarda
- Larbâa
- Loulidjat
- Ouertane
- Ouled Saïd
- Ouled Zekri
- Sbet ( Mechta Ouled Allal)
- Tafaghlet
- Timelouka

## Histoire
Le village est probablement fondé au XIXe siècle et nommé d'après Zaouia Moulaï-Chekfa, chef militaire qui mena la résistance à l'occupation française dans la région durant les années 1870. Ses habitants d'origine seraient principalement issus de la tribu des Aït Ider (Beni Idder ou Beni Iddeur), qui est elle-même une branche de la grande tribu berbère des Kutama, dont les racines remontent à l'époque médiévale.